# 松村又一
松村 又一（まつむら またいち、1898年（明治31年）3月25日 - 1992年（平成2年）9月30日）は昭和期の作詞家、民謡作家。妻は歌人の松村君代。独特の作風から「土の詩人」と評される。

## 経歴
奈良県高市郡明日香村出身。
旧制畝傍中学校中退。
若き頃は、家業の農家を継ぐが、その傍ら歌人前田夕暮に師事し、「詩歌」同人としても活躍。
同誌解散後は詩に転じ、詩話会会員となる。
1927年、上京し文筆活動を始める。作詞家として、その才を認められ、コロムビアレコードに入社。
『ツルレコード昭和流行歌物語』（菊池清麿・著／人間社／樹林舎）によれば、コロムビア以外にポリドール、ビクター、オリエント、タイヘイ、ツル、ニットーなどで作詞をしている。
しかし、なかなかヒット曲には恵まれず、キングレコードに移籍。
1939年、上原げんと・岡晴夫と組んだ「国境の春」がヒット。
戦後は、林伊佐緒「麗人草の歌」がヒットするが、日本マーキュリーレコードの創設とともに同社に移籍。
野村雪子の初ヒット「初恋ワルツ」や、マーキュリーに移籍してきた岡晴夫の作品、新人の遠藤実が作曲し藤島桓夫が歌って大ヒットした「お月さん今晩わ」、「凧々あがれ」などマーキュリー黄金時代を築き上げた。
その後、東芝レコードの設立と共に移籍した。
詩作も多く手がけ、「日本詩人」、「私達」、「雲」、「詩人連邦」等に発表し、農民詩の草分的存在であった。
詩集には、「畑の午餐」、「野天に歌ふ」、「漂泊へる農夫」、「日本の母」、民謡集に、「一つ蓑」、「風と鶇」がある。
1990年には長年の功績を称え、第32回日本レコード大賞功労賞受賞。
1992年9月30日死去。享年94。

## 代表作
- 『走れトロイカ』（昭和6年10月）［森義八郎作曲、歌：藤山一郎］
- 『想い出のブルース』（昭和13年10月）［服部良一作曲、歌：淡谷のり子］
- 『国境の春』（昭和14年2月）［上原げんと作曲、歌：岡晴夫］
- 『戦場の母』（昭和14年6月）［守木八郎作曲、歌：岡晴夫］
- 『戦場撫子』（昭和15年11月）［江口夜詩作曲、歌：青葉笙子］
- 『少年兵を送る歌』（昭和19年3月）［林伊佐緒作曲、歌：鬼俊英、井口小夜子、宮城しのぶ、小西信義、谷田信子（富士音盤）］
- 『麗人草の歌』（昭和24年2月）［加藤光男作曲、歌：林伊佐緒］
- 『椿咲く径』（昭和29年6月）［豊田一雄作曲、歌：東海林太郎］
- 『初恋ワルツ』（昭和29年9月）［飯田景応作曲、歌：野村雪子］
- 『夢のフランス航路』（昭和29年9月）［飯田景応作曲、歌：岡晴夫］
- 『途中下車』（昭和29年9月）［島田逸平作曲、歌：岡晴夫］
- 『東京の横顔』（昭和29年10月）［飯田景応作曲、歌：岡晴夫］
- 『若いときァ二度ある』（昭和29年10月）［豊田一雄作曲、歌：岡晴夫］
- 『ひょっとこ踊り』（昭和31年6月）［飯田景応作曲、歌：鈴村一郎、青葉笙子］
- 『お月さん今晩は』（昭和32年4月）［遠藤実作曲、歌：藤島桓夫］
- 『アイヌの子守唄』（昭和32年8月）［島田逸平作曲、歌：東海林太郎］
- 『アンコなぜ泣く』（昭和32年9月）［遠藤実作曲、歌：藤島桓夫］
- 『凧々あがれ』（昭和33年2月）［遠藤実作曲、歌：藤島桓夫］
- 『かつおぶし』（昭和55年5月）［稲沢祐介作曲、歌：さくらと一郎］